# Blikstorps station
Blikstorps station i Blikstorp i Hjo kommun var en station vid Hjo-Stenstorps Järnväg. Stationen invigdes den 12 november 1873 och år 1912 byggdes det första riktiga stationshuset. År 1947 hade stationshuset blivit för litet och ett nytt byggdes i funkisstil 100 meter öster om den ursprungliga stationen; stationen lades ner den 1 september 1967.
Från stationen byggdes på 1940-talet ett stickspår till Tidametall och sågverket. Tidametalls lokaler användes som ammunitionsfabrik 1953–1966 i Svenska Metallverkens regi. Stickspåret lades ner 1967 samtidigt med resten av järnvägen.